# Montgomery, Alabama
Montgomery (phát âm là / mɒntɡʌməri /) là thủ phủ, thành phố đông dân thứ hai, và các khu vực đô thị đông dân thứ tư ở tiểu bang miền Nam Hoa Kỳ Alabama, và là quận lỵ của quận Montgomery. 6 Nó nằm phía đông nam trung tâm của tiểu bang, trong vùng đồng bằng ven biển Vịnh. Dân số thành phố là 201.568 người tại thời điểm điều tra dân số 2000  Montgomery là thành phố chính của Khu vực thống kê đô thị Montgomery, trong đó có dân số năm 2000 là 346.528 người, làm cho nó lớn thứ tư trong tiểu bang. Vào năm 2009, ước tính dân số của Montgomery là 202.124.
Thành phố được thành lập năm 1819, là một sự hợp nhất của hai thị trấn nằm dọc theo sông Alabama. Nó đã trở thành thủ phủ bang năm 1846. Trong tháng 2 năm 1861, Montgomery đã được chọn làm thủ đô đầu tiên của Hoa miền Nam của Mỹ, cho đến khi thủ phủ đã được chuyển đến Richmond, Virginia tháng 5 năm đó. Trong thời gian giữa thế kỷ 20., Montgomery đã là một nơi người diễn ra phong trào nhân quyền của người Mỹ gốc Phi, bao gồm tẩy chay xe buýt Montgomery và tuần hành từ Selma đến Montgomery.